# Mac 68k
 (février 2023).
Si vous disposez d'ouvrages ou d'articles de référence ou si vous connaissez des sites web de qualité traitant du thème abordé ici, merci de compléter l'article en donnant les références utiles à sa vérifiabilité et en les liant à la section « Notes et références ».
Mac 68k est un logiciel d'émulation intégré dans toutes les versions PowerPC de Mac OS. Cet émulateur permettait de faire tourner des applications et des portions du systèmes écrites initialement pour les Macintosh 68k. Cet émulateur était totalement transparent pour les utilisateurs. 